# 김민규 (1982년)
김민규(한국 한자: 金閔圭, 1982년 12월 24일 ~ )는 대한민국의 전 축구 선수이며, 포지션은 골키퍼이였다.